# Wilin Rosario
Pour les articles homonymes, voir Rosario (homonymie).
Wilin Arismendy Rosario (né le 23 février 1989 à Bonao, Monseñor Nouel, République dominicaine) est un receveur et joueur de premier but de la Ligue majeure de baseball.

## Carrière
Wilin Rosario signe son premier contrat professionnel en 2006 avec les Rockies du Colorado.
Il fait ses débuts dans le baseball majeur le 6 septembre 2011 avec les Rockies. Le 7 septembre, il obtient son premier coup sûr en carrière contre Joe Saunders des Diamondbacks de l'Arizona et enchaîne plus tard dans le match avec son premier coup de circuit dans les grandes ligues, frappé aux dépens du même lanceur.
En 2012, il termine 4e du vote de fin de saison couronnant la recrue de l'année de la Ligue nationale après une performance de 28 circuits, un nouveau record pour un joueur de première année des Rockies. Il abat l'ancien record de 25 établi en 1998 par une légende de la franchise, Todd Helton, d'ailleurs son coéquipier à ce moment-là. En 117 matchs joués, Rosario maintient une moyenne au bâton de ,270 et produit 71 points.
En 2013, il frappe 7 circuits de moins pour s'arrêter à 21 mais établit en 121 matchs joués des records personnels de coups sûrs (131) et de points produits (79) en plus d'afficher sa meilleure moyenne au bâton (,292). 
En 2014, il dispute 106 matchs au total dont 96 à la position de receveur, contre 50 parties pour son substitut, Michael McKenry. La présence de ce dernier, qui connaît une excellente année à l'attaque, menace d'ailleurs la mainmise de Rosario sur le poste, puisque ce dernier régresse offensivement. Il frappe pour ,267 avec 13 circuits et 54 points produits en 2014. De plus, ses lacunes en défensive sont de plus en plus évidentes : il commet entre autres 12 balles passées.